# Église Santa Maria delle Grazie a Piazza Cavour

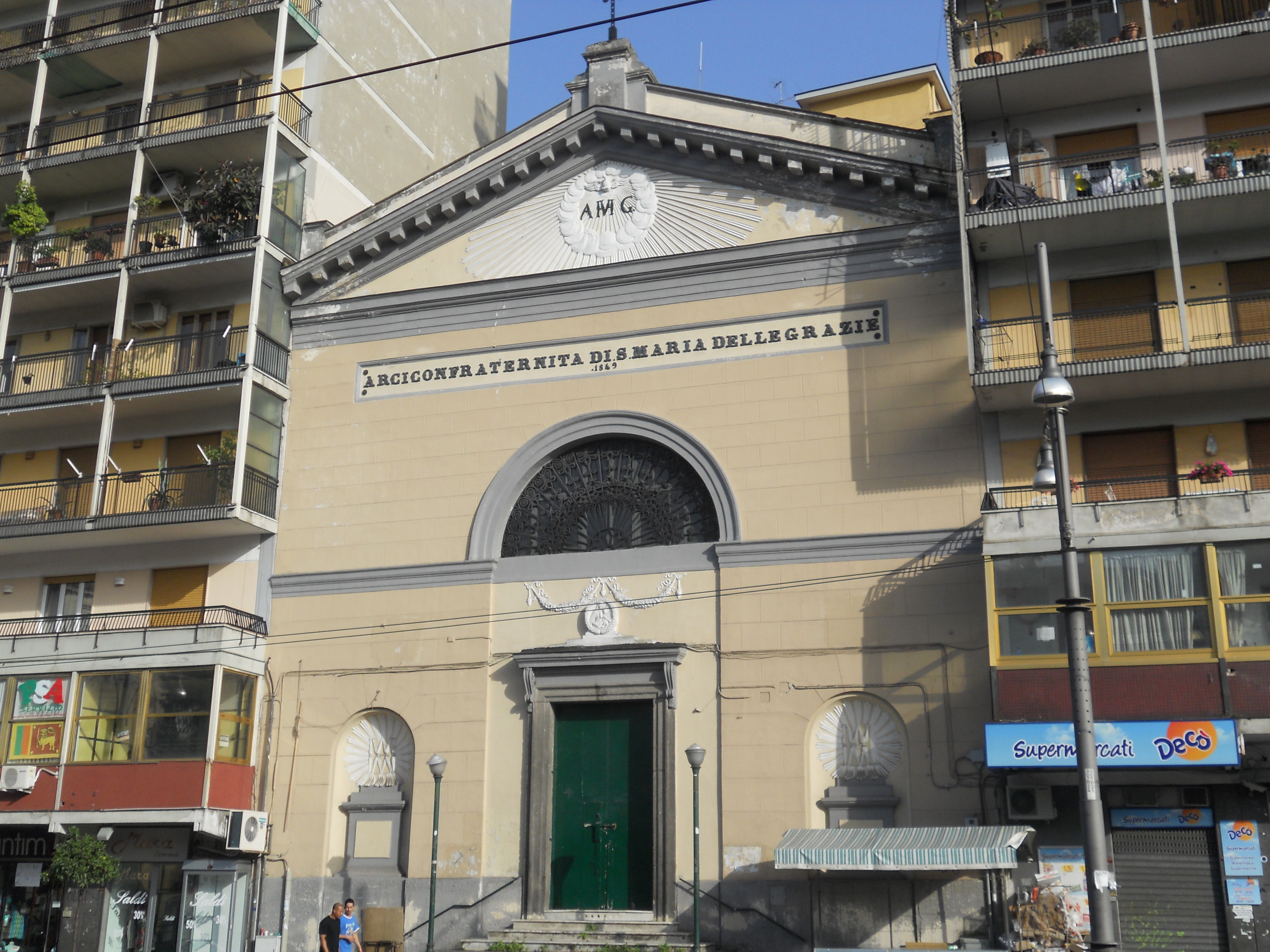
Façade de l'église.

L'église Santa Maria delle Grazie a Piazza Cavour (Sainte-Marie-des-Grâces de la Place-Cavour) est une église de Naples située piazza Cavour.

## Histoire et description

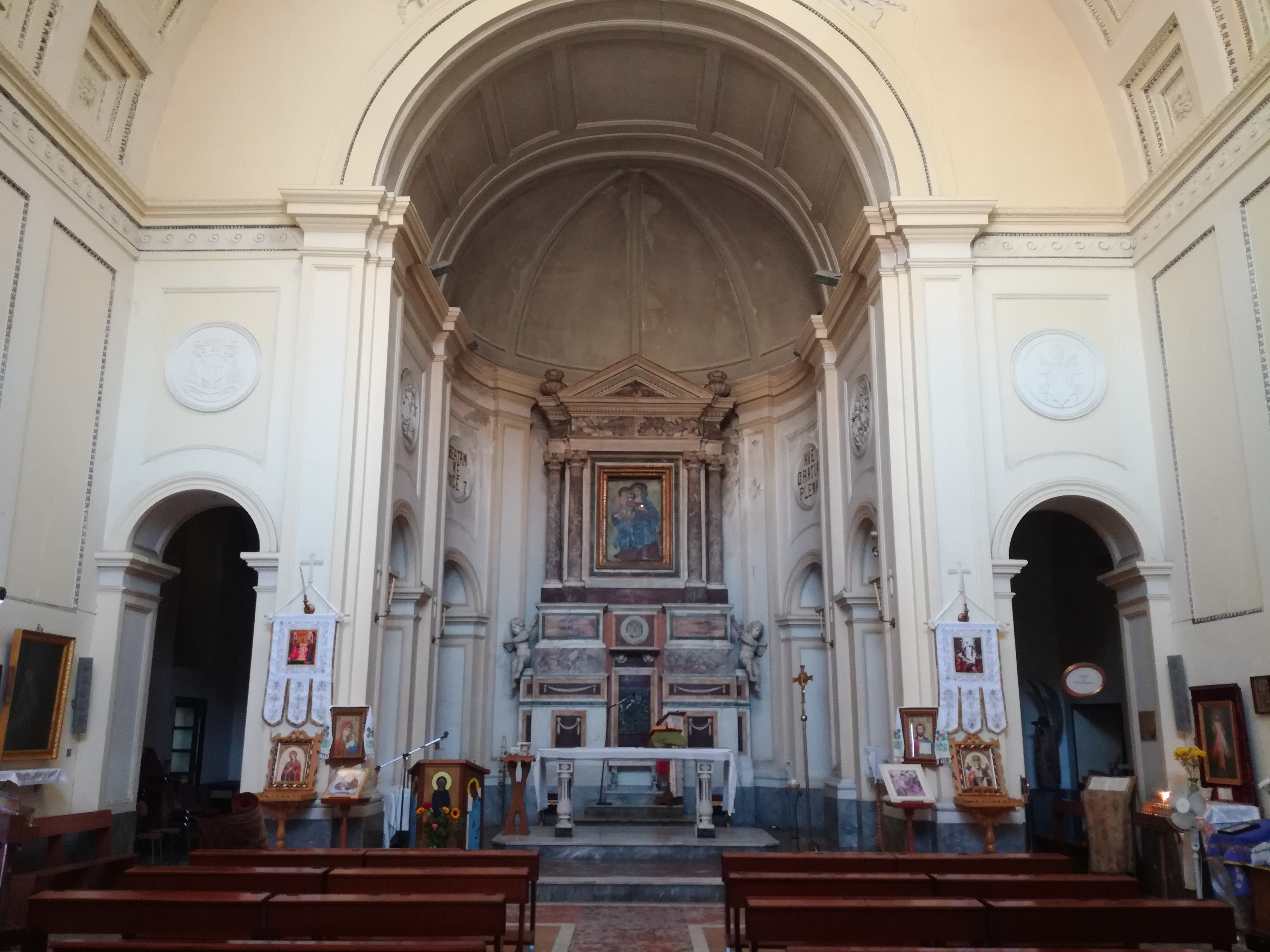
Intérieur de l'église.

L'église de style néo-classique est bâtie selon les plans de Bartolomeo Grassi et consacrée en 1819. C'est ici qu'ont lieu les funérailles du médecin Bruno Amantea, le 5 août 1819, qui était populaire à l'époque, et ce qui provoqua un afflux de dons.
Dans les années 1950, deux grands immeubles de rapport viennent flanquer l'église.Celle-ci est restaurée en 1964 et on lui ajoute une nouvelle abside et deux chapelles, l'une dédiée au Saint-Sacrement et l'autre à Notre-Dame de Pompéi.
On remarque à l'intérieur des œuvres qui précédent la construction de l'église, comme un couple d'anges du XIVe siècle ornant aujourd'hui un bénitier.

## Source de la traduction
- (it) Cet article est partiellement ou en totalité issu de l’article de Wikipédia en italien intitulé « Chiesa di Santa Maria delle Grazie a Piazza Cavour » (voir la liste des auteurs).